# ヨーゼフ・ヨアヒム
ヨーゼフ・ヨアヒム（ドイツ語: Joseph Joachim）、ヨアヒム・ヨージェフ（ハンガリー語: Joachim József, 1831年6月28日 - 1907年8月15日）は、ヴァイオリニスト・指揮者・作曲家。ブラームスのヴァイオリン協奏曲の初演ヴァイオリニストとして後世に名を残している。

## 略歴
ヨアヒムは、1831年6月28日、ポジョニやアイゼンシュタットにほど近いハンガリー王国領西部のキットゼー（マジャル語名ケプチェーニ）で生まれた。キットゼーはバッチャーニ＝シュトラットマン家（Batthyány-Strattmann）の館のある地として知られ、現在はオーストリアのブルゲンラント州に属している。1833年、ヨアヒムの一家はブダペストに移った。ヨーゼフは5歳になるとブダペストでヴァイオリンのレッスンを受け、続いてウィーンに渡りウィーン音楽院で修行した。
1843年、12歳になるとライプツィヒに出向き、メンデルスゾーンに師事した。なお、ライプツィヒ音楽院の入学試験でヨアヒムが演奏した際の試験官は、学院長のメンデルスゾーンであった。同年8月、ゲヴァントハウスで、メンデルスゾーン、クララ・シューマンらと共演し、12歳のヨアヒムはライプツィヒの聴衆の知るところとなった。3年後、ヨアヒム15歳の時、メンデルスゾーンに伴われて初めてロンドンで演奏し、成功を収めたが、翌1847年11月4日にメンデルスゾーンは亡くなった。
1848年、17歳になったヨアヒムは、2年間ライプツィヒ・ゲヴァントハウス管弦楽団に在籍した。その間、オーケストラのみならず、ゲヴァントハウス弦楽四重奏団で第2ヴァイオリンも担当した。その後、1850年ヴァイマルに移りコンサートマスターに就任した。ここでフランツ・リスト、リヒャルト・ワーグナーと知り合ったが、1852年にハノーファーに移って以降、彼らの観念主義的音楽とは、歯車が合わず疎遠となり、代わりにロベルト・シューマン、クララ・シューマン、ヨハネス・ブラームス（何度かヨアヒムとのリサイタルでピアノを演奏した）らと親しくなり、ヨアヒムとブラームスは共同で、リストやワーグナーおよび彼らの仲間たちの音楽に反対する宣言文を執筆している。またハノーファーで、ヨアヒムは歌手のアマーリエ・ヴァイスと結婚した。
1866年には、王立音楽アカデミーの創設と指導のためベルリンに招かれた。ヨアヒムは自分のオーケストラを創設し、また1869年には「ヨアヒム弦楽四重奏団」を創設した。この楽団は世界屈指の四重奏団という名声を勝ち得た。1884年に、ヨアヒムは妻がブラームスの楽譜出版者であるフリッツ・ジムロックと関係があったと確信するようになり、離婚した。ブラームスはヨアヒムの疑いには根拠がないと考え、アマーリエを擁護する長い手紙を書いた。この手紙が法廷に証拠として提出されたことから、ブラームスとヨアヒムの友情は壊れ、回復するのは数年後のことであった。ヨアヒムは1907年に死去するまでベルリンに住んでいた。

## 業績

### 演奏家として
ソロ・ヴァイオリニストとして知られるヨアヒムであるが、ライプツィヒ・ゲヴァントハウス管弦楽団に1848年から1850年まで2年間在籍し、同楽団の首席奏者で構成されるゲヴァントハウス弦楽四重奏団で第2ヴァイオリンも担当するなど、幅広く演奏活動を行った。
ソリストとしては、バッハからベートーヴェンのヴァイオリン協奏曲（この曲がスタンダード曲になるにはヨアヒムの大きな貢献があった）を経て、年下の同時代人たち（その多くは彼の個人的な知人であった）の作品に至る幅広いレパートリーを演奏した。
これらの演奏に加え、ドヴォルザーク、ロベルト・シューマン、ブルッフからヴァイオリン協奏曲の献呈も受けている。ただし、ドヴォルザークの協奏曲とシューマンの協奏曲を演奏することはなかった。ブルッフの協奏曲第1番も初演は別の奏者が担当した。
ヨアヒムはブラームスと特別に密接な協力関係にあり、ブラームスがヴァイオリン協奏曲を作曲した時は、技術上の助言を行なっている。この協奏曲は1879年1月1日、ヨアヒムの独奏で初演され、彼に献呈された（ただし公式に演奏したのは6回だけであった）。ブラームスのヴァイオリンとチェロのための二重協奏曲の初演では、独奏ヴァイオリンを演奏し（この曲は離婚問題による仲違いの後、友情修復のために作曲された）、交響曲第1番のイギリスでの初演を指揮した。
ヨアヒムはグラモフォン社に5枚（片面12インチ）のレコードを録音している。LPやCDにも復刻されている。録音は1903年で、機械式録音であるので、LPやCDでもスクラッチノイズは避けられない。しかしそれをもっても貴重な演奏であり、オリジナルの機械式録音のSPレコードは高額な値段で取引されている。

### 作曲家として
ヨアヒムの作曲家としての業績は、演奏者としてのそれほど著名ではない。作曲家としての評価は「優秀ではあるが、個性に欠ける」といったものであり、現在は彼の作品はほとんど演奏されない。作品には多数のヴァイオリン曲（3つの協奏曲を含む）とシェイクスピアの『ハムレット』、『ヘンリー四世』のための序曲などがある。また、多くの他の作曲家のヴァイオリン協奏曲のカデンツァを作っており、その中にはブラームスのほか、ベートーヴェンやモーツァルトの協奏曲がある。

### 教育者として
教育者としてベルリン高等音楽学校の校長を務めるなど、教師としても人望と名声に恵まれ、レオポルト・アウアーやイェネー・フバイを輩出した。これらの門人もまた演奏家ならびに教師として傑出しており、アウアー門下のエフレム・ジンバリストやヤッシャ・ハイフェッツ、ナタン・ミルシテイン、小野アンナ、フバイ門下のヨゼフ・シゲティもヨアヒムの孫弟子になる。日本人ヴァイオリニストの中でも、小野アンナ門下の諏訪根自子、ジンバリスト門下の江藤俊哉、シゲティならびにミルシテイン門下の海野義雄、前橋汀子、ハイフェッツ門下の清水高師など、ヨアヒム直系の演奏家は数多い。
ヨアヒムの姪孫（大姪）にあたる、イェリー・ダラーニとアディラ・ファキーリの姉妹は、フバイに送り出された後ヨアヒムに学び、イングランドで活躍しラヴェルやバルトーク、サマヴェル、ホルストら多数の作曲家からヴァイオリンソナタや協奏曲を献呈された。特に姉のアディラは、教育機関でなく個人教授としてヨアヒムが教えた唯一の門人であり、死後彼の1715年製ストラディヴァリウスを相続した。この楽器は師弟の姓にちなんで「ヨアヒム／アラーニ」と称され、現在はアディラの遺族から買い取った日本財団の所有となっている。

## エピソード
- ヘンレイのヴァイオリン製作者名鑑によると、ヨアヒムはフランス滞在中にはフランスの弦楽器製作者シャルル・ジャン・バティスト・コラ＝メゾン制作のヴァイオリンで演奏したとのことである。
- 1905年10月19日にドイツで行われたシベリウスのヴァイオリン協奏曲の改訂版の演奏は、周囲の人々が絶賛したにもかかわらず、ヨアヒムは「とてもつまらなかった」と評している。
- ベートーヴェンのヴァイオリン協奏曲を最も偉大なヴァイオリン協奏曲と称しており、世間に知れ渡って以降もヨアヒムは生涯を終えるまで演奏したとされている。